# 第二次満蒙独立運動
第二次満蒙独立運動（だいにじ まんもうどくりつうんどう）は、清国崩壊後の中国大陸において、満洲地方の軍閥、蒙古地方の馬賊、日本の帝国陸軍参謀本部、大陸浪人らが中心となって起こした、満洲、蒙古両地域の独立および清朝復興の試みである。

## 経緯

### 独立運動の動き
1911年の辛亥革命以降、退位した清国の宣統帝にかわり、首相の袁世凱が中華民国大総統として国政を主導したが、各地の軍閥の統率をとることに苦慮して、分権的な近代化を推し進めようとした中国国民党の実力者、宋教仁を暗殺、大総統の権限を強化するなど、独裁体制を強める。1915年末には、権威の面でも自信を強化する必要を感じ、皇帝への即位を行うに至るが、これには政権内でも反発の声が高まる。そして、中原地方では再び反袁勢力の反乱がおこり始めた。
大陸で騒乱の兆しが見える中、帝国陸軍参謀本部は、満洲および蒙古地域の軍閥、馬賊らに反袁の蜂起をおこさせ、親日の独立国家を樹立させることを計画する。元来満洲一帯は、日本の安全保障上の要衝であり、辛亥革命直後の1912年以来、大陸浪人の策謀（第一次満蒙独立運動）により独立のための工作活動が繰り広げられており、独立の下地は整いつつあるとの見立てはあった。
時の第2次大隈内閣もこの動きをみとめて、1916年3月9日の閣議にて、
1. 帝国は優越なる勢力を支那に確立し、支那人をして帝国の勢力を自覚せしめ、日支親善の基礎を立つる
2. これがため、袁を排斥する
3. その目的を達するためにはなるべく支那自身をしてその情勢を作らしめ帝国はこれに乗じてことを処する
4. 有志者にして袁排斥を目的とする支那人に同情を寄せ金品を融通せんとするものには政府は公然これを奨励せざると同時にこれを黙許する。対支方針は外務省において統一調理すること

この四方針を決定。ほどなく外務省の命を受けた森田寛蔵吉林総領事が、同じく関東都督府の命を受けた職員が在満各地の領事館へ派遣され、計画を伝達するとともに、領内の在留邦人の排袁運動を黙認すること、軍備援助の他に、反乱を指導する将校を派遣するため便宜を図ること、などを指示した。
これに対して在満洲領事らは、計画の成功が見込めないこと、在留邦人による反袁の暴動を黙認するのは日本側の醜状を暴露するに等しくよくないことを理由に、反対した。かわって、在奉天の張作霖軍閥との提携を具申する。張は奉天一帯の支配権を巡って奉天将軍段芝貴としのぎを削っており、これの後援となることによって、満洲の支配権を確立させ、ゆくゆくは独立国家の樹立の手助けをしよう、というのが腹案であった。この方針は認められて、日本側は張と接触。身分保障と兵器軍資金等の提供を条件とすると、張は提案に乗る。不利を悟った段は北京へ逃れ、張の満洲支配が確立した。
この頃、土井大佐の指揮による放棄計画は下準備が進み、決行日も4月15日と決定したが、本国の方針が張との連携に変更されたことにより、4日、「中央部より命令ない限りは待機」の旨の命令が届く。中央の方針転換の事情を知らない土井らは計画を進めるが、待機命令はしきりに発出され、小磯少佐が東京へ戻って直接問いただすが要領を得なかった。蜂起計画は宙づりのまま二か月が経過した。
6月6日、袁が急死する。これにより日本の方針は変更され、袁の後継である黎元洪政権への指示を決定。まだ「延期」の状態であった蜂起計画については、参謀本部内にも異論はあったが、中止が決定し、命が下される。

### 蜂起と敗北
しかし、蒙古馬賊の一であったバボージャブの勢力三千が、憲奎王（清帝室末裔、第一次満蒙独立運動時に北京を脱出していた）を首魁に担ぐと、大陸浪人らと連れ立って、7月1日、ハルハ川流域地区に挙兵、南下を始める。この動きに対して、関東都督府や満洲各地の領事館は、川島一派や他勢力の抑え込みに全力を傾けた。この抑制は効き、8月14日、バボージャブ軍が郭家店に到着して同所を占領した時には、呼応する軍勢はなかった。
バボージャブ軍の扱いについては苦慮の末、日満人には解散費を与えて解散させ、蒙古軍には兵器を与えて国元へ引き揚げさせ、以降日本側とは一切の関係を立つこととなる。不服であった川島も、蒙古軍の自発的に行う独立運動は承認することを条件に折れ、更にバボージャブには手切れ金五万円を渡したのち、9月2日にバボージャブ軍は引き揚げる。しかし帰路、バボージャブ軍は中華軍と衝突、バボージャブは戦死を遂げた。